# Narcissus munozii-garmendiae
Narcissus munozii-garmendiae là một loài thực vật có hoa trong họ Amaryllidaceae. Loài này được Fern.Casas mô tả khoa học đầu tiên năm 1981.

## Hình ảnh

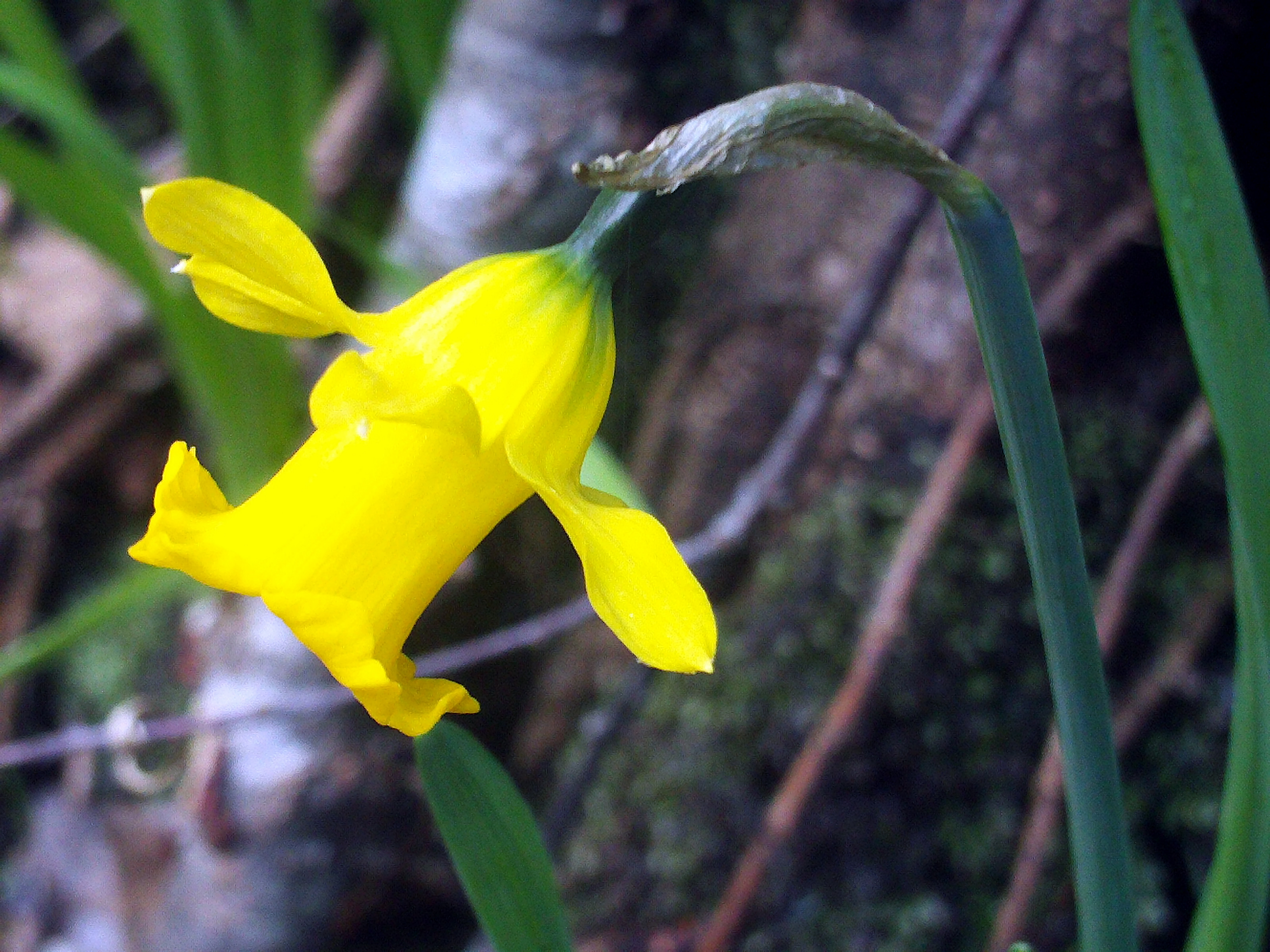
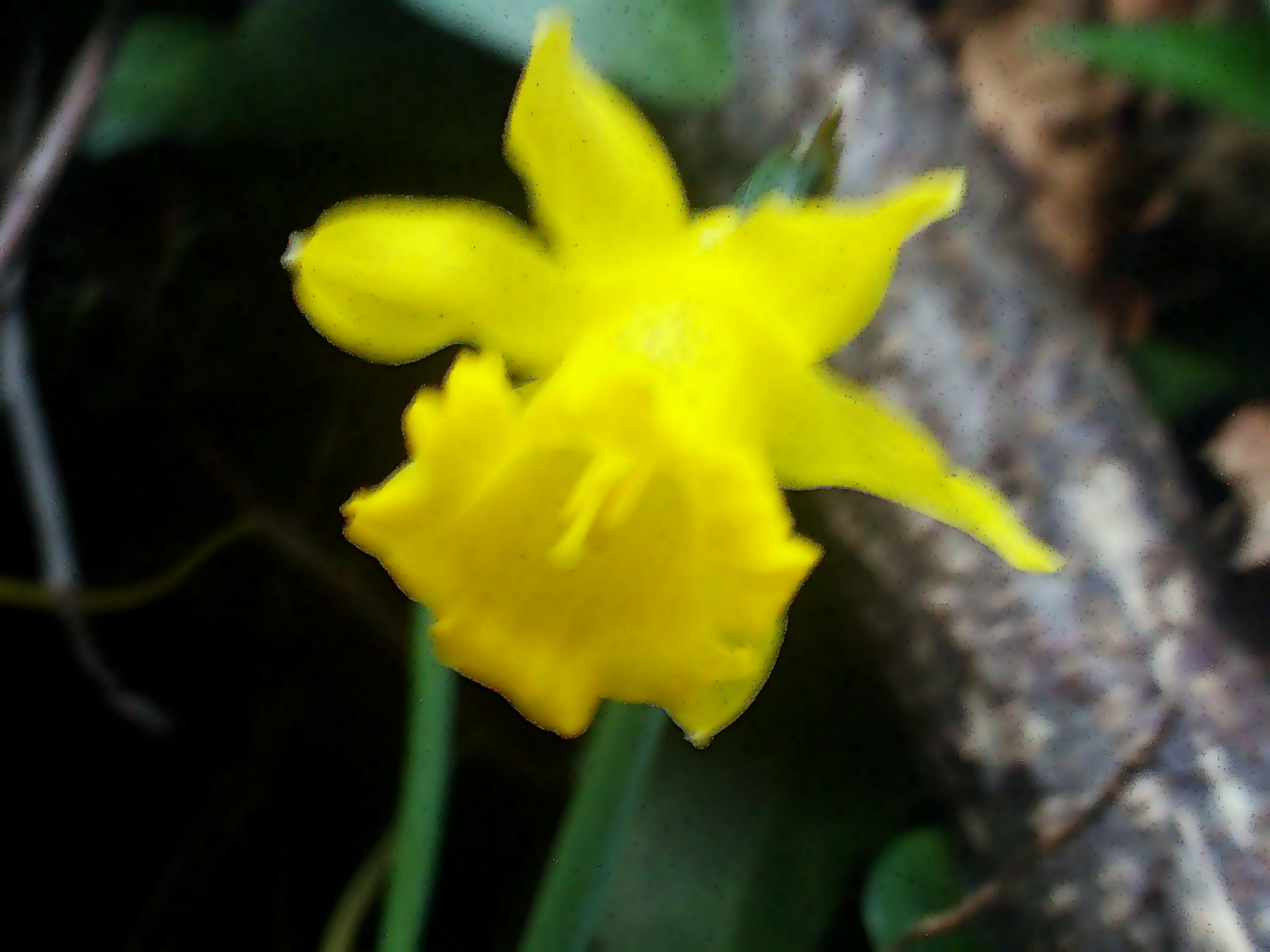
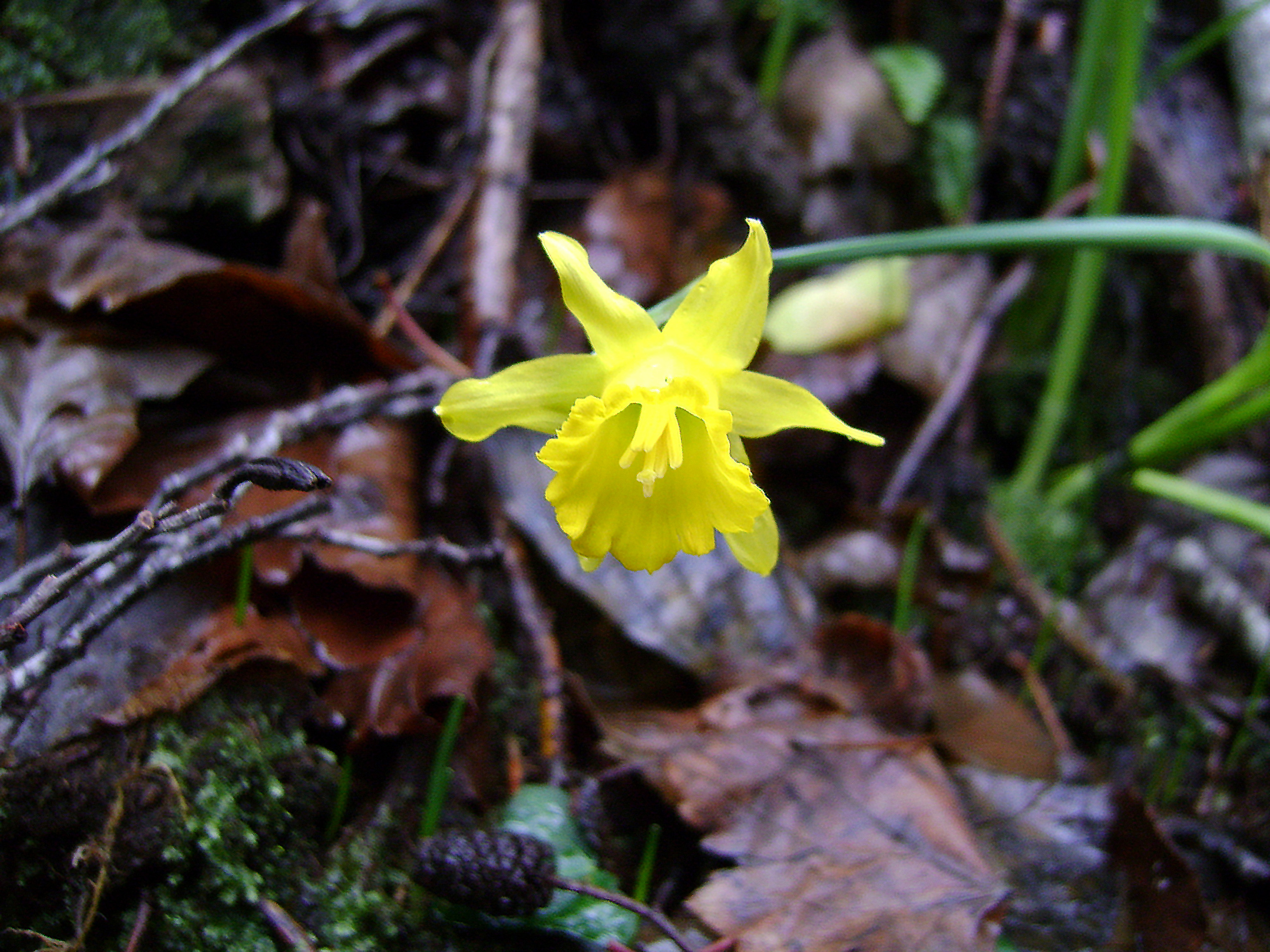
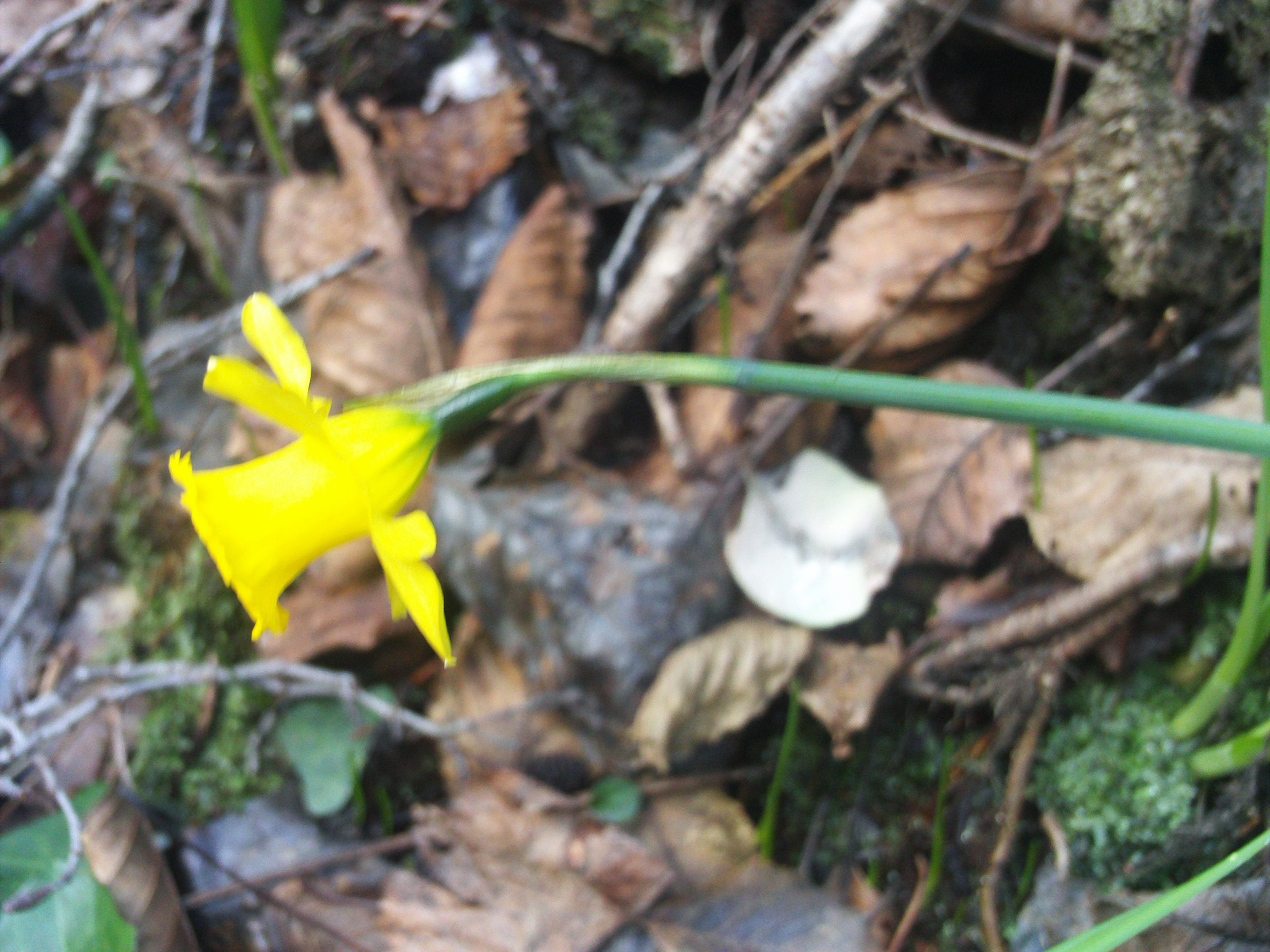